# Turecko na Eurovision Song Contest
Turecko se zúčastnilo 34 ročníků soutěže Eurovision Song Contest, poprvé v roce 1975. Další dva ročníky po svém debutu země vynechala, v roce 1978 se vrátila, další rok ale ze soutěže odstoupila po nátlaku okolních arabských států, jelikož se ročník konal v Jeruzalému. Od roku 1980 do roku 2012 Turecko na Eurovizi nechybělo ani jednou. Od zavedení semifinálových kol v roce 2004 země do finále nepostoupila pouze v roce 2011. Země soutěž vyhrála jednou, v roce 2003 zvítězil Sertab Erener s písní „Everyway That I Can“. O rok později Turecko soutěž pořádalo v Istanbulu.
Turecko skončilo na posledním místě třikrát, poprvé při svém debutu v roce 1975, v letech 1983 a 1987 dokonce nezískalo ani bod. Mezi 10 nejlepších se země probojovalala poprvé v roce 1986. Mezi pět nejlepších se poprvé dostal Şebnem Paker v roce 1997, když s písní „Dinle“ obsadil 3. místo. Poté, co bylo umožněno zpívat v libovolném jazyce a po zavedení diváckého hlasování, získalo Turecko dalších pět umístění v TOP 5. První místo získal Sertab Erener, čtvrtá místa obsadili Athena (2004), Kenan Doğulu (2007) a Hadise (2009), a druhé místo získala kapela Manga v roce 2010.
V prosinci 2012 bylo oznámeno, že se Turecko nezúčastní dalšího ročníku, a to z důvodu nespokojenosti s pravidly soutěže, především kvůli zavedení odborných porot a snížení váhy hlasů diváků na 50 %. Od té doby se země na Eurovizi nevrátila.

## Výsledky
| Rok                           | Interpret                                  | Píseň                      | Jazyk                 | Finále     | Finále     | Semifinále                  | Semifinále                  |
| Rok                           | Interpret                                  | Píseň                      | Jazyk                 | Pořadí     | Body       | Pořadí                      | Body                        |
| ----------------------------- | ------------------------------------------ | -------------------------- | --------------------- | ---------- | ---------- | --------------------------- | --------------------------- |
| 1975                          | Semiha Yankı                               | „Seninle Bir Dakika“       | turečtina             | 19.        | 3          | nekonalo se                 | nekonalo se                 |
| bez účasti v letech 1976–1977 |                                            |                            |                       |            |            | nekonalo se                 | nekonalo se                 |
| 1978                          | Nilüfer a Nazar                            | „Sevince“                  | turečtina             | 18.        | 2          | nekonalo se                 | nekonalo se                 |
| 1979                          | Maria Rita Epik a 21. Peron                | „Seviyorum“                | turečtina             | odstoupení | odstoupení | nekonalo se                 | nekonalo se                 |
| 1980                          | Ajda Pekkan                                | „Pet'r Oil“                | turečtina             | 15.        | 23         | nekonalo se                 | nekonalo se                 |
| 1981                          | Modern Folk Trio a Ayşegül                 | „Dönme Dolap“              | turečtina             | 18.        | 9          | nekonalo se                 | nekonalo se                 |
| 1982                          | Neco                                       | „Hani?“                    | turečtina             | 15.        | 20         | nekonalo se                 | nekonalo se                 |
| 1983                          | Çetin Alp a the Short Waves                | „Opera“                    | turečtina             | 19.        | 0          | nekonalo se                 | nekonalo se                 |
| 1984                          | Beş Yıl Önce, On Yıl Sonra                 | „Halay“                    | turečtina             | 12.        | 37         | nekonalo se                 | nekonalo se                 |
| 1985                          | MFÖ                                        | „Didai didai dai“          | turečtina             | 14.        | 36         | nekonalo se                 | nekonalo se                 |
| 1986                          | Klips ve Onlar                             | „Halley“                   | turečtina             | 9.         | 53         | nekonalo se                 | nekonalo se                 |
| 1987                          | Seyyal Taner a Grup Lokomotif              | „Şarkım Sevgi Üstüne“      | turečtina             | 22.        | 0          | nekonalo se                 | nekonalo se                 |
| 1988                          | MFÖ                                        | „Sufi (Hey Ya Hey)“        | turečtina             | 15.        | 37         | nekonalo se                 | nekonalo se                 |
| 1989                          | Pan                                        | „Bana Bana“                | turečtina             | 21.        | 5          | nekonalo se                 | nekonalo se                 |
| 1990                          | Kayahan                                    | „Gözlerinin Hapsindeyim“   | turečtina             | 17.        | 21         | nekonalo se                 | nekonalo se                 |
| 1991                          | Can Uğurluer, Reyhan Karaca a İzel Çeliköz | „İki Dakika“               | turečtina             | 12.        | 44         | nekonalo se                 | nekonalo se                 |
| 1992                          | Aylin Vatankoş                             | „Yaz Bitti“                | turečtina             | 19.        | 17         | nekonalo se                 | nekonalo se                 |
| 1993                          | Burak Aydos, Öztürk Baybora a Serter       | „Esmer Yarim“              | turečtina             | 21.        | 10         | Kvalifikacija za Millstreet | Kvalifikacija za Millstreet |
| 1995                          | Arzu Ece                                   | „Sev!“                     | turečtina             | 16.        | 21         | nekonalo se                 | nekonalo se                 |
| 1996                          | Şebnem Paker                               | „Beşinci Mevsim“           | turečtina             | 12.        | 57         | 7.                          | 69                          |
| 1997                          | Şebnem Paker a Grup Etnik                  | „Dinle“                    | turečtina             | 3.         | 121        | nekonalo se                 | nekonalo se                 |
| 1998                          | Tüzmen                                     | „Unutamazsın“              | turečtina             | 14.        | 25         | nekonalo se                 | nekonalo se                 |
| 1999                          | Tuba Önal a Grup Mistik                    | „Dön Artık“                | turečtina             | 16.        | 21         | nekonalo se                 | nekonalo se                 |
| 2000                          | Pınar a the S.O.S.                         | „Yorgunum Anla“            | turečtina, angličtina | 10.        | 59         | nekonalo se                 | nekonalo se                 |
| 2001                          | Sedat Yüce                                 | „Sevgiliye Son“            | turečtina, angličtina | 11.        | 41         | nekonalo se                 | nekonalo se                 |
| 2002                          | Buket Bengisu a Group Safir                | „Leylaklar Soldu Kalbinde“ | turečtina, angličtina | 16.        | 29         | nekonalo se                 | nekonalo se                 |
| 2003                          | Sertab Erener                              | „Everyway That I Can“      | angličtina            | 1.         | 167        | nekonalo se                 | nekonalo se                 |
| 2004                          | Athena                                     | „For Real“                 | angličtina            | 4.         | 195        | hostitelská země            | hostitelská země            |
| 2005                          | Gülseren a Shaman                          | „Rimi Rimi Ley“            | turečtina             | 13.        | 92         | TOP 12 z předchozího roku   | TOP 12 z předchozího roku   |
| 2006                          | Sibel Tüzün                                | „Süper Star“               | turečtina             | 11.        | 91         | 8.                          | 91                          |
| 2007                          | Kenan Doğulu                               | „Shake It Up Şekerim“      | angličtina            | 4.         | 163        | 3.                          | 197                         |
| 2008                          | Mor ve Ötesi                               | „Deli“                     | turečtina             | 7.         | 138        | 7.                          | 85                          |
| 2009                          | Hadise                                     | „Düm Tek Tek“              | angličtina            | 4.         | 177        | 2.                          | 172                         |
| 2010                          | Manga                                      | „We Could Be the Same“     | angličtina            | 2.         | 170        | 1.                          | 118                         |
| 2011                          | Yüksek Sadakat                             | „Live It Up“               | angličtina            | nepostup   | nepostup   | 13.                         | 47                          |
| 2012                          | Can Bonomo                                 | „Love Me Back“             | angličtina            | 7.         | 112        | 5.                          | 80                          |
| bez účasti od roku 2013       |                                            |                            |                       |            |            |                             |                             |

| Legenda | Legenda                              |
| ------- | ------------------------------------ |
| 1       | 1. místo                             |
| 2       | 2. místo                             |
| 3       | 3. místo                             |
| ◁       | poslední místo                       |
| X       | interpret vybrán, ale nezúčastnil se |

## Galerie

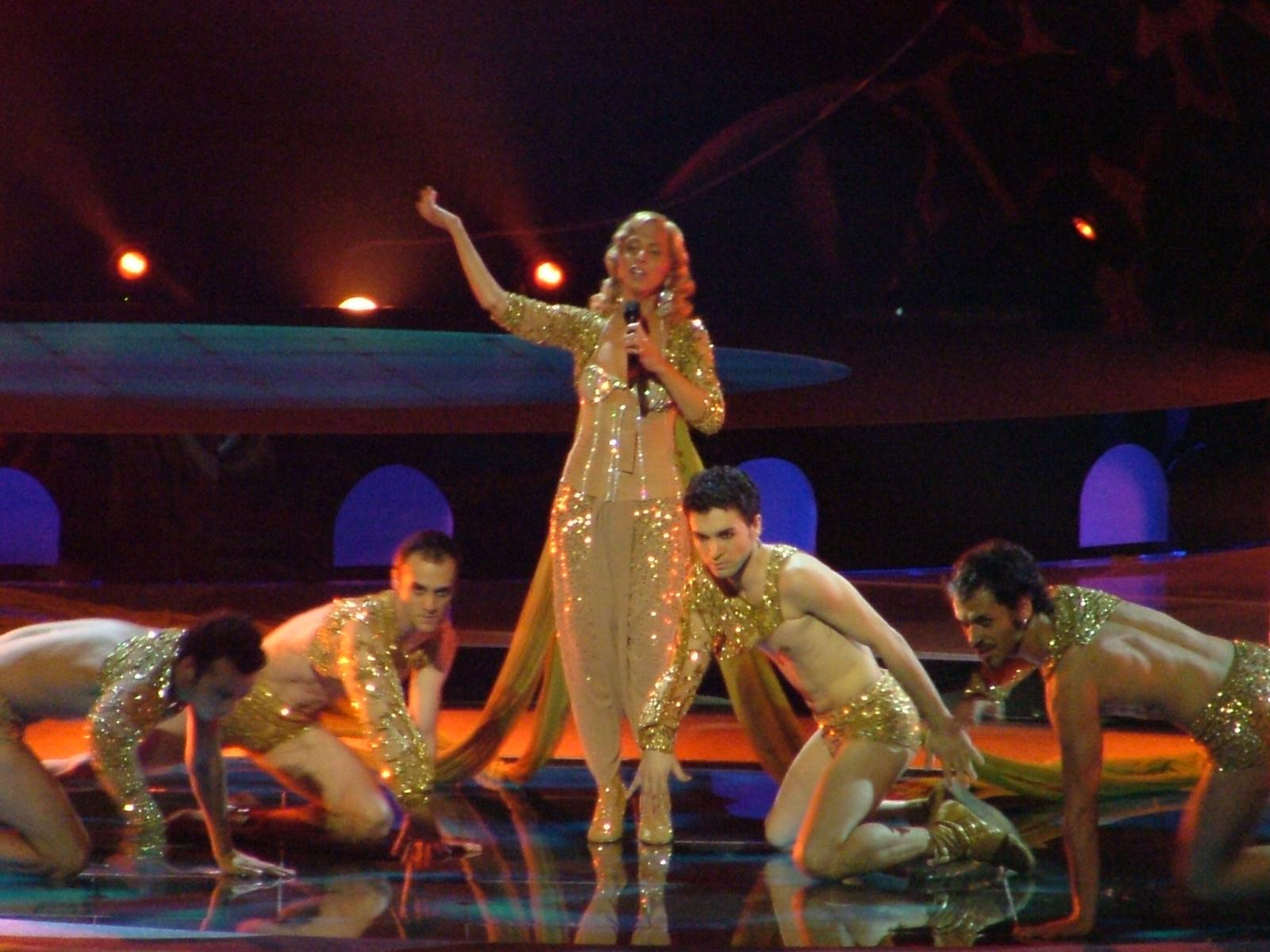
Sertab Erener při zahájení soutěže (2004)
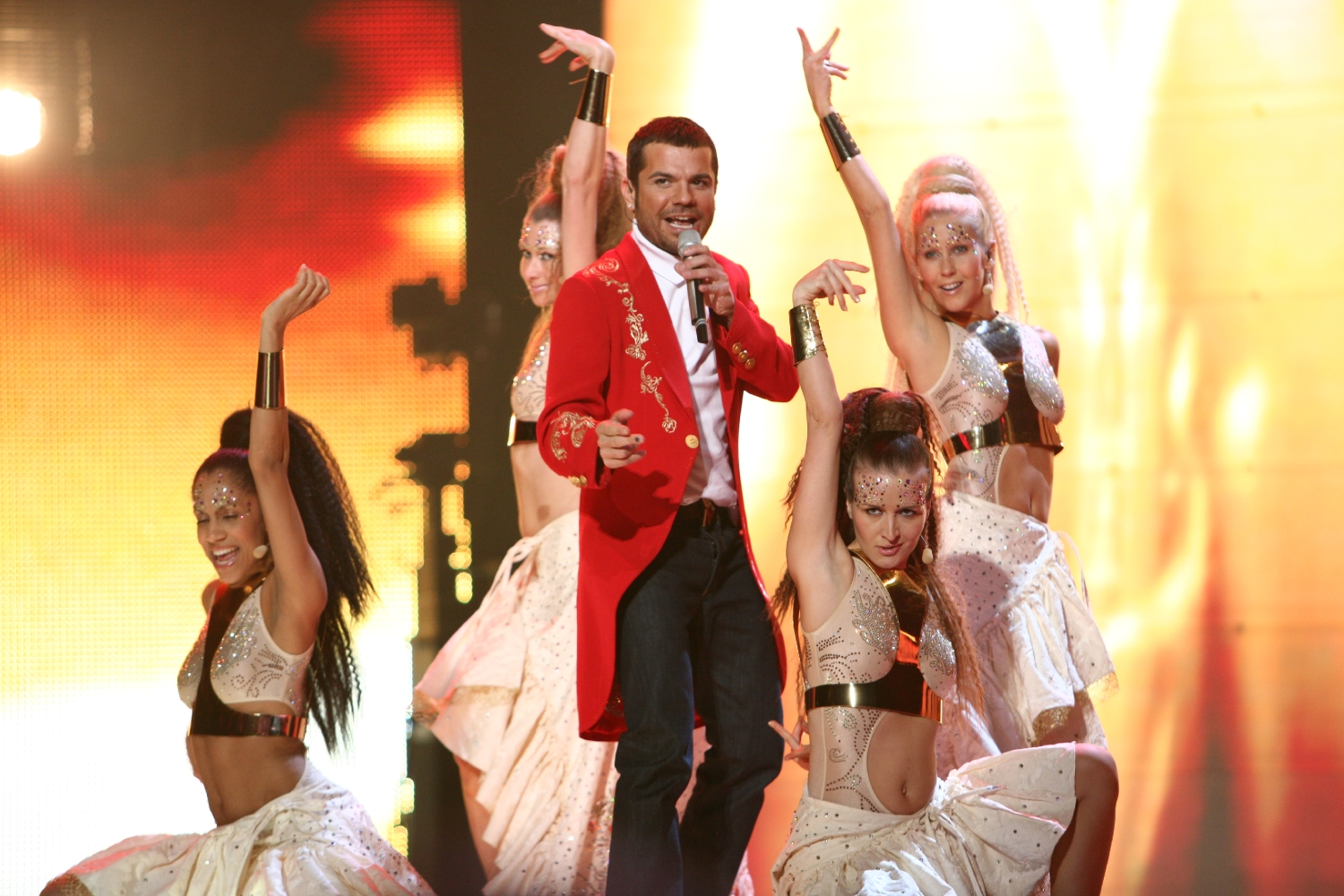
Kenan Doğulu v Helsinkách (2007)
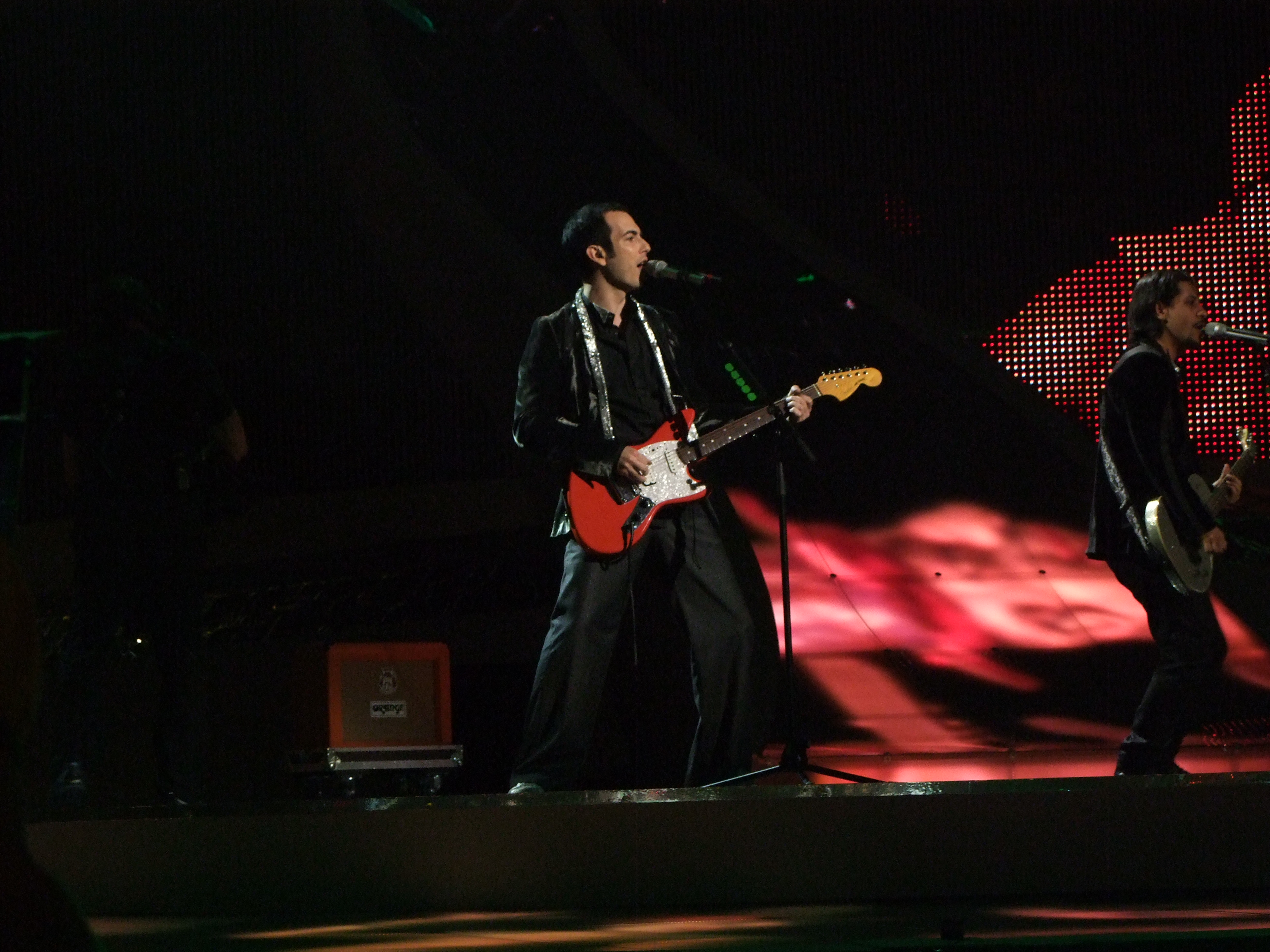
Mor ve Ötesi v Bělehradu (2008)
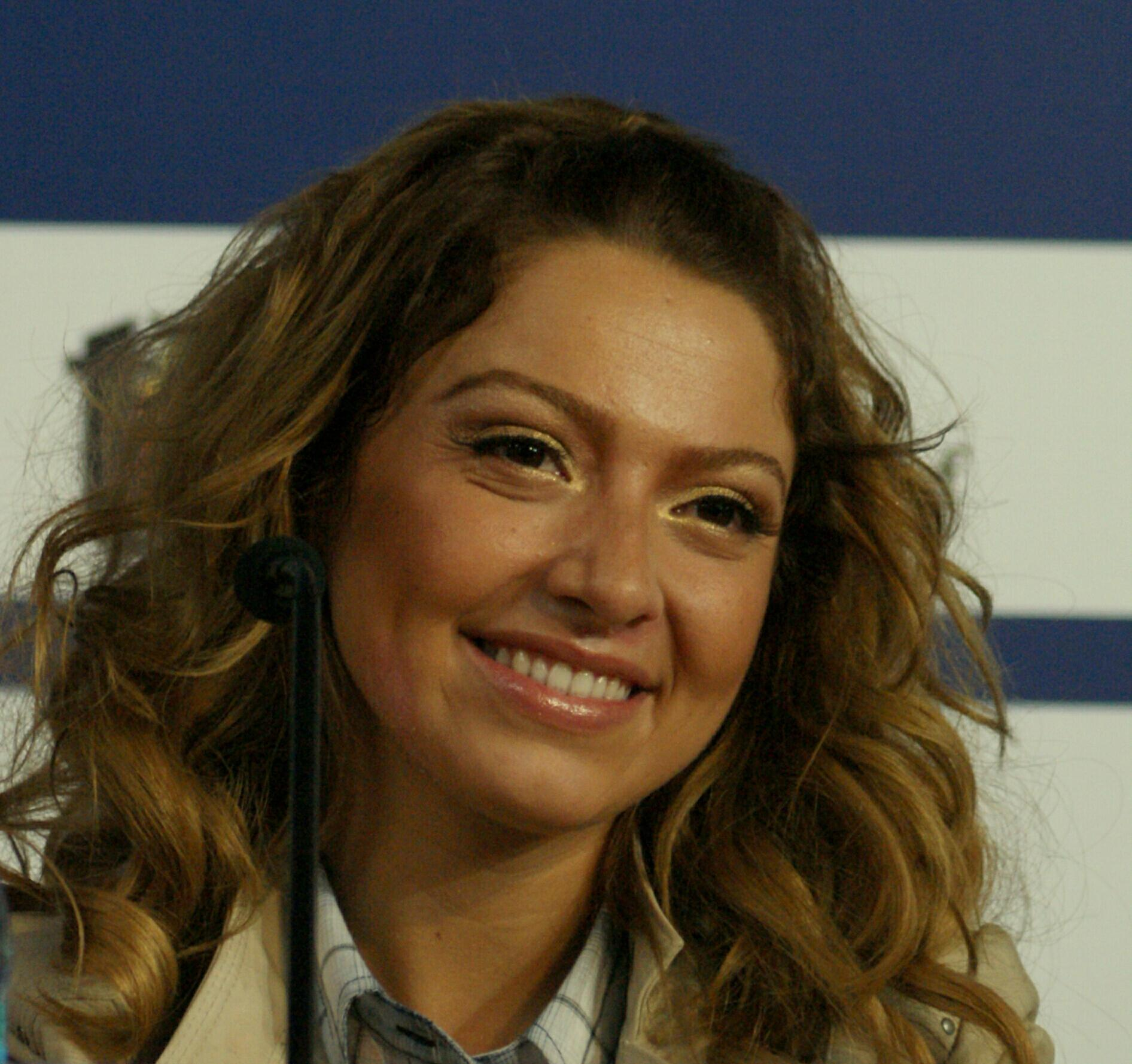
Hadise v Moskvě (2009)
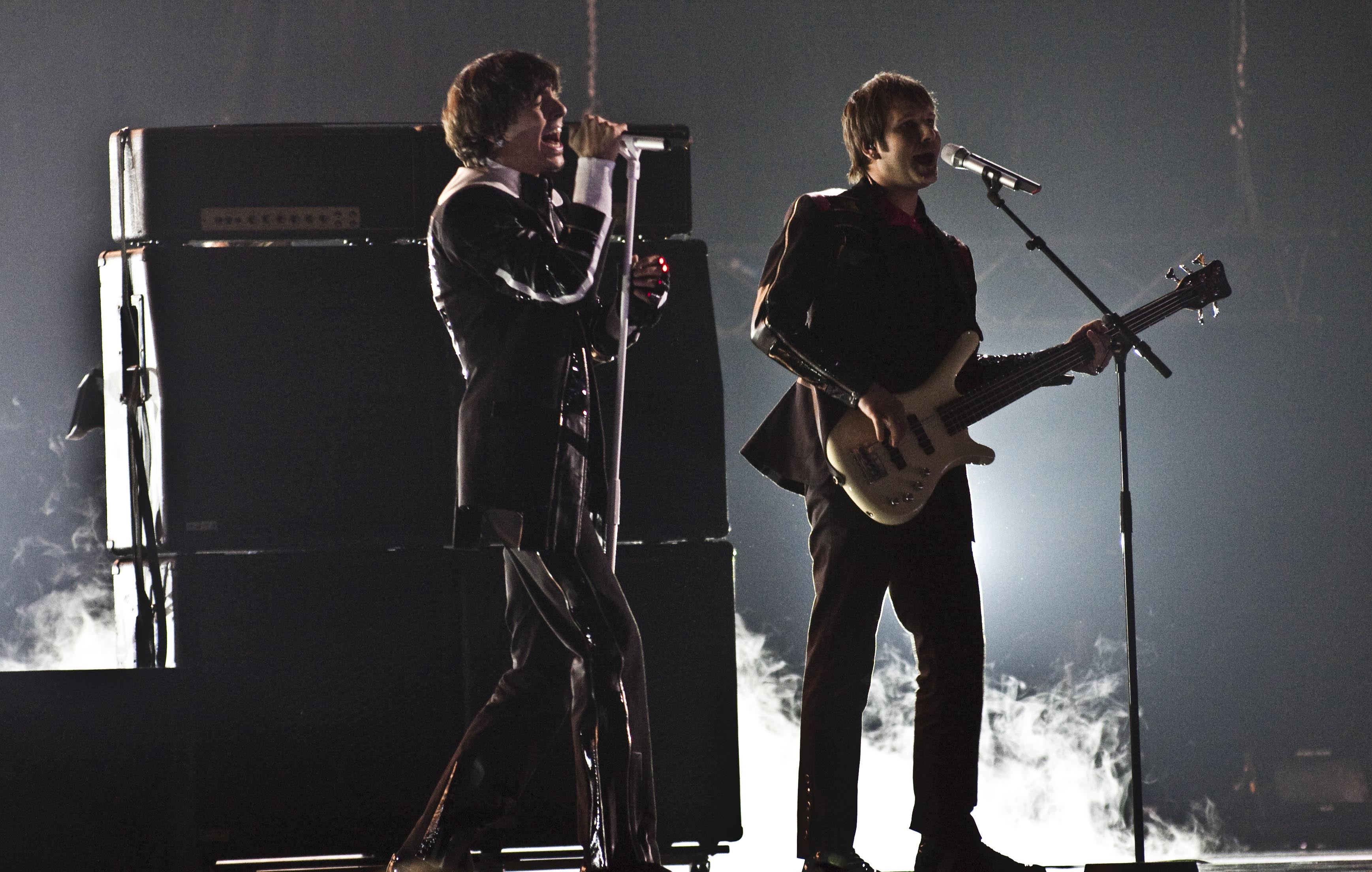
Manga v Oslu (2010)